# Storenomorpha reinholdae
Storenomorpha reinholdae là một loài nhện trong họ Zodariidae.
Loài này thuộc chi Storenomorpha. Storenomorpha reinholdae được Rudy Jocqué & Robert Bosmans miêu tả năm 1989.